# 平成10年台風第7号
平成10年台風第7号（へいせい10ねんたいふうだい7ごう、国際名：ヴィッキー/Vicki）は、1998年（平成10年）9月にフィリピンに上陸後、最盛期勢力で紀伊半島に上陸した台風である。

## 概要

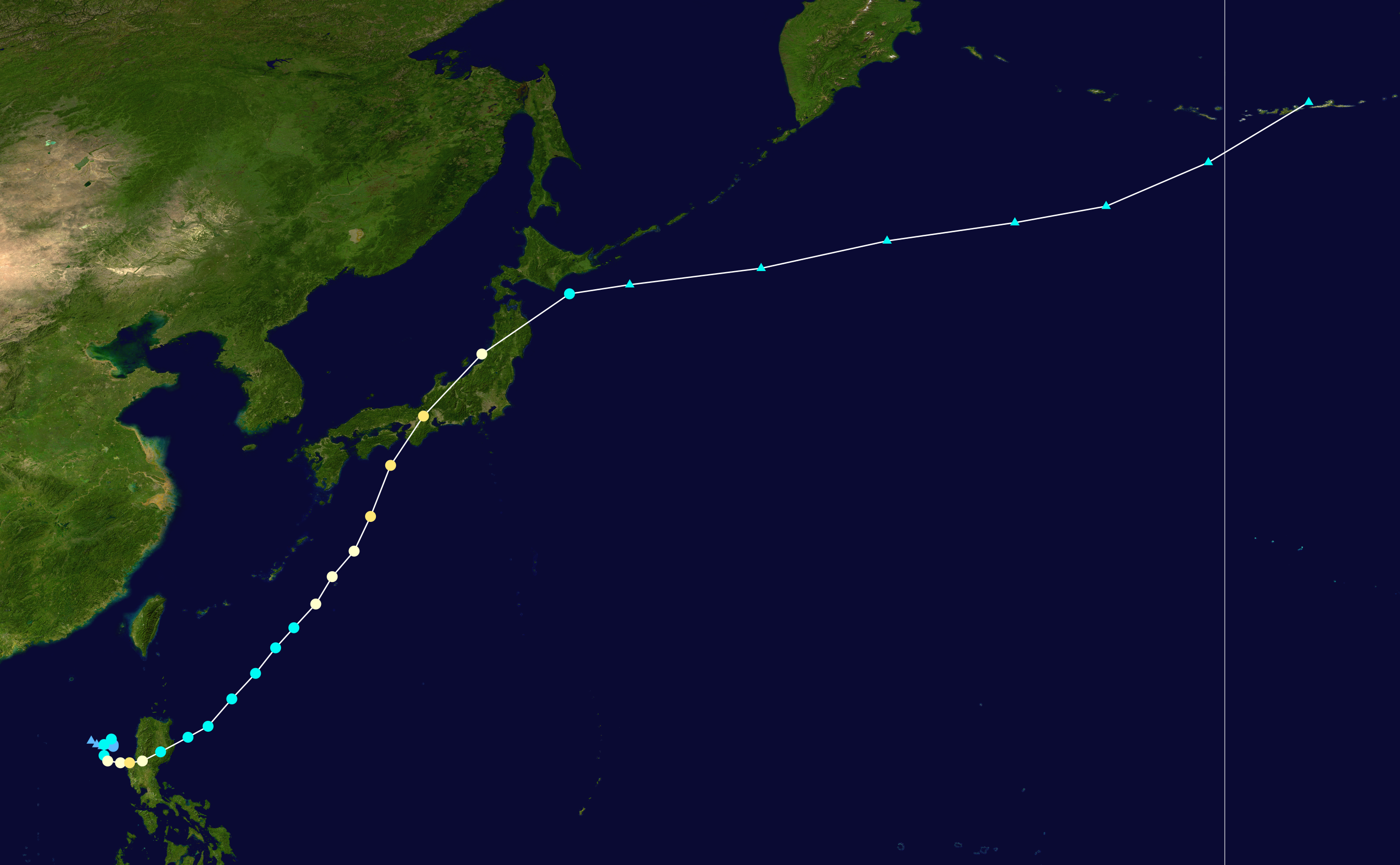
進路図

1998年9月17日21時頃、南シナ海（ルソン島西海上）で台風7号発生。19日にはフィリピンのルソン島に上陸。その後発達しながら南西諸島の東海上を北東方向に進み、22日13時過ぎに和歌山県御坊市付近に強い勢力で上陸した。上陸直前の中心気圧は、最盛期勢力の960hPaであり、上陸後も勢力はあまり衰えなかった。その後台風は近畿地方を北上して富山湾から日本海沿岸を進み、22日22時過ぎに山形県鶴岡市付近に再上陸。そして東北地方北部を通り、23日9時頃に北海道の東海上で温帯低気圧に変わった。
この台風は、台風7号としては統計史上最も遅い日時に発生した。また、9月になってようやく台風7号が発生したのはこの年のみである。
9月21日に台風8号、9月22日にこの台風7号と、2日連続で台風が近畿地方に上陸した。この年の9月は、9月16日に台風5号も東海地方に上陸しており、年間の台風発生数が少ない割に日本への上陸数が多かった。なお、台風6号と台風9号は日本に接近しており、9月に発生した全ての台風が日本に接近したことになる。

## 記録
広い範囲で暴風を記録した。台風の移動速度が比較的速かったため、風の記録がより大きくなったと考えられる（なお、この台風と同じく9月に日本上陸した平成19年台風第9号は、対照的に上陸前の台風の移動速度が自転車並みの遅い速度であった）。
- 9月22日 室戸岬で最大風速43.5m/s、最大瞬間風速58.5m/sを記録した。
- 9月22日 和歌山市で最大風速32.4m/s、最大瞬間風速50.0m/sを記録した。
- 9月22日 津市で最大風速29.8m/s、最大瞬間風速48.0m/sを記録した。
- 9月22日 上野市で最大風速25.9m/s、最大瞬間風速56.4m/sを記録した。
- 9月22日 大阪市で最大風速24.8m/s、最大瞬間風速41.8m/sを記録した。
- 9月22日 洲本市で最大風速19.1m/s、最大瞬間風速50.8m/sを記録した。

## 被害状況

### 日本
台風第8号によるものも含む。2つの台風の北上に伴って前線活動が活発となったため、台風による被害は広い範囲に及んだ。
- 死者18名、行方不明者1名、負傷者611名
- 住宅全壊87棟、半壊1,121棟、一部損壊49,027棟
- 床上浸水1,757棟、床下浸水8,822棟
- 道路損壊1,310箇所、山・がけ崩れ543箇所、堤防決壊44箇所

この台風7号の被害総額は約130億円に上った。中でも特色は、文化財建造物が密集する関西地方を直撃したために、文化財建造物の損壊、損傷被害が顕著であったことが大きい。奈良県で室生寺（後述）など52件（細かい事象を含めると90件近くに上る）、滋賀県で18件、京都府で二条城など5件の被害が報告されている。とりわけ、室生寺五重塔は近隣にあった高さ50mの杉の古木が吹き倒された折、倒れる幹に巻き込まれて屋根が損壊する被害を受けた。塔の修復のため、秘仏などの寺宝を博物館で特別展示するなどして、修復費用を集めることとなった。また、高野山の奥の院参道では杉の巨木が相次いで倒れるなど、文化財損傷の主たる原因は、隣接する木々の倒伏によるものが多い（古い寺社の場合の境内には樹齢の高い老木、古木が多いために、樹勢が弱っていたことも指摘されており、室生寺の場合は、樹齢392年の老杉であった）。
その他、農業の被害も大きく、奈良県、和歌山県にまたがる柿の特産地は果樹の落果、樹木の枝折れなど深刻な被害を受けた。
台風通過後の24・25日には、前線の影響で高知県で記録的な大雨となった。

### フィリピン
9月19日に、フィリピンのマニラとセブ島を結ぶ定期航路「PRINCESS OF THE ORIENT」（旧さんふらわあ11）が台風の暴風雨の中を航行中に、ベルデ島水路のフォーチュン島付近で沈没し、死者51人と行方不明者216人を出す海難事故が発生した。